# Georg von Below
Pour les articles homonymes, voir von Below.
Georg von Below (né le 19 janvier 1858 à Königsberg - décédé le 20 octobre 1927 à Badenweiler) Historien et professeur allemand.
Historien conservateur, von Below est professeur à Fribourg-en-Brisgau à partir de 1905.

## Biographie
Il est issu de la vieille famille d'officiers et de fonctionnaires von Below (de). Son grand-père est le lieutenant-général prussien Gustav von Below (de). Ses parents sont Friedrich Karl Bogislav von Below (1825-1875) et son épouse Maria Karoline Elisabeth, née von der Goltz (1835-1905). Son père est adjudant d'aile du roi Frédéric-Guillaume IV et député de la Chambre des seigneurs de Prusse de 1849 à 1852. 
En 1897, Below est élu membre ordinaire de la Commission historique de Westphalie, dont il démissionne en 1899. En 1903, il devient membre honoraire du Wingolf de Tübingen (de) et, en 1911, il joue un rôle déterminant dans la fondation du Wingolf de Fribourg (de), dont il devient également membre. En 1921, il est nommé membre d'honneur de la Wissenschaftliche Verbindung Rheinfranken, qui devient plus tard la Marburger Burschenschaft Rheinfranken (de).

## Œuvres
- Das ältere deutsche Städtewesen (1898)
- Der deutsche Staat des Mittelalters (1914)
- Deutsche Geschichtsschreibung des 19. Jahrhunderts (1916)
- Probleme der Wirtschaftsgeschichte (1920)
- Die italienische Kaiserpolitik des deutschen Mittelalters (1927)